# Pontificium Collegium Germanicum et Hungaricum de Urbe
Pontificium Collegium Germanicum et Hungaricum de Urbe, krátce: Collegium Germanicum et Hungaricum, je římskokatolická kolej, vzniklá sloučením dvou kolejí Collegium Germanicum a Collegium Hungaricum v roce 1580. Jde o papežskou kolej, římskokatolický kněžský seminář, zřízený papežem v Římě.

## Založení

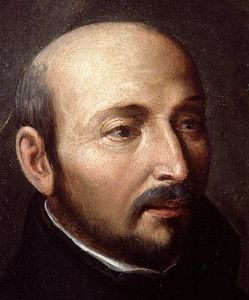
Ignác z Loyoly, spoluzakladatel koleje.

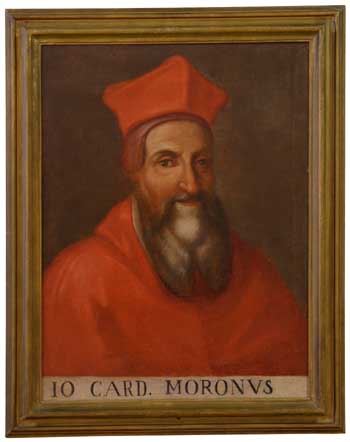
Giovanni Girolamo Morone, spoluzakladatel koleje.

Collegium Germanicum bylo založeno bulou Dum sollicita papeže Julia III. ze dne 31. srpna 1552. Založení koleje bylo výsledkem snah kardinála Moroneho a sv. Ignáce z Loyoly. V roce 1580 papež Řehoř XIII. sloučil Collegium Germanicum s ústavem podobného zaměření, který nesl název Collegium Hungaricum a který byl založen v roce 1578. S výjimkou let 1773-1818, kdy byl zrušen jezuitský řád a nakrátko i kolej samotná, bylo Germanicum-Hungaricum vždy pod vedením jezuitů. Jeho alumni většinou studují na Papežské gregoriánské univerzitě, založené jako Collegio Romano taktéž z iniciativy sv. Ignáce v roce 1551. Absolventi měli perspektivu kariérního postupu ve své zemi, stávali se často dómskými kapituláry.

## Bohoslovci z českých zemí
Mezi "Germaniky" patřilo i mnoho studentů z českých zemí, zejména z Moravy, protože olomoučtí biskupové Stanislav Pavlovský a František z Ditrichštejna vyjednali několik stálých míst v koleji pro bohoslovce ze své diecéze, díky pražskému arcibiskupovi Martinu Medkovi z Mohelnice přicházeli hned v počátcích také bohoslovci z Prahy, jako Jan Jáchym Slavata, Jan Makarius z Merselice nebo Šebestián z Pöttingu. Převaha moravských absolventů trvala až do vzniku ČSR, kdy i moravští bohoslovci v Římě byli začleněni do Bohemica. V roce 1938 z Nepomucena odešli do Germanica ti bohoslovci z českých zemí, kteří byli německé národnosti.

## Významní studenti Germanica
- Jan Mezoun z Telče, olomoucký biskup
- Stanislav Pavlovský, olomoucký biskup
- František z Ditrichštejna, olomoucký biskup
- Jan XIX. Arnošt z Plattenštejna, olomoucký biskup
- Wolfgang Pistorius, probošt litoměřický
- Jan Josef Breuner, arcibiskup pražský
- Jan Jakub z Lambergu, biskup gurský
- Jeroným František z Colloreda, biskup gurský a kníže-arcibiskup salcburský
- Juraj Pohronec-Slepčiansky, slovenský duchovní, uherský primas
- Ignác Batthyány, uherský šlechtic a biskup v Sedmihradsku